# HD 115227
HD 115227，又名BD+73 587，SAO 7782、HR 5003，是一颗恒星，视星等为6.59，位于銀經120.66，銀緯44.23，其B1900.0坐标为赤經13h 10m 40s，赤緯+73° 44.23′ 44″。